# Земята на Чато
Земята на Чато (на английски: Chato's Land) е американски уестърн от 1972 година, на режисьора Майкъл Уинър. Участват Чарлс Бронсън и Джак Паланс.

## Сюжет
Метисът Чато убива в бара при самозащита местния самозабравил се шериф. Жителите на града събират потеря от преследвачи жадни за кръв и тръгва по петите му. Навлизайки дълбоко в територията на индианците те се сбълскват с редица трудности и препятствия, които пораждат разногласия и кавги между тях. Изнасилвайки жената на Чато, те се превръщат от преследвачи в преследвани. Във вените на Чато тече кръвта на гордите Апахи и той няма да остави ненаказано това мерзко дело. Следейки ги непресттанно, Чато започва да ги избива един по един в негостоприемната земя.

## В ролите
| Изпълнител     | Роля                  |
| -------------- | --------------------- |
| Чарлс Бронсън  | Извинете Чато         |
| Джак Паланс    | Капитан Куинси Уитмор |
| Джеймс Уитмор  | Джошуа Еверет         |
| Саймън Оукланд | Джубал Хукър          |
| Ралф Уейт      | Елиас Хукър           |
| Ричард Джордан | Ърл Хукър             |
| Виктор Френч   | Мартин Хол            |
| Соня Ранган    | жената на Чато        |
| Уилям Уотсън   | Харви Лансинг         |
| Роди Макмилън  | Гавин Малечи          |